# Sud Aviation Vautour
Sud-Ouest Aviation (SNCASO) S.O. 4050 Vautour II (Vautour = jastreb) je bil francoski dvomotorni podzvočni lovski bombnik, ki se je uporabljal tudi kot prestreznik in jurišnik. Glavni uporabnik so bile Francoske letalske sile - Armée de l'Air (AdA), edini izvozni uporabnik so bile Izraelske letalske sile. 
Letalo so razvili na podlagi AdA zahteve za novega reaktivnega lovskega bombnika. SNCASO je predelal obstoječe letalo S.O. 4000 v prototip S.O. 4050. Prvi let je bil 16. oktobra 1952, v uporabo pa je vstopil leta 1958. Francoske sile so letalo uporabljale do leta 1979.

## Specifikacije(Vautour IIA)
Splošne karakteristike
- Posadka: 1
- Dolžina: 15,57 m (51 ft 1 in)
- Razpon kril: 15,10 m (49 ft 6,5 in)
- Višina: 4,94 m (16 ft 2,5 in)
- Površina kril: 45 m² (484 ft²)
- Teža praznega letala: 10000 kg (22000 lb)
- Naložena teža: 17500 kg (38600 lb)
- Maks. vzletna teža: 21000 kg (46300 lb)
- Pogon letala: 2 × SNECMA Atar 101E-3 turboreaktivni motor, 34,3 kN (7710 lbf) vsak

 Zmogljivost 
- Maks. hitrost: Mach 0,9, 1100 km/h (687 mph) na nivoju morja
- Doseg: 5400 km (3375 milj)
- Višina leta: 15200 m (50000 ft)
- Hitrost vzpenjanja: 60 m/s (11820 ft/min)
- Obremenitev kril: 403 kg/m² (82,6 lb/ft²)
- Razmerje potisk/teža: 0,4

Oborožitev

- 4x 30mm DEFA topova, vsak s 100 naboji
- Notranji bombni prostor za do 2725 kg bomb, raket ali dodatnih rezervoarjev za gorivo
- 4x podkrilni nosilci za do 4000 kg bomb, raket ali vodljivih raket

- Vautour A
- Vautour B
- Vautour N